# Società Polisportiva Ars et Labor 1972-1973
Questa voce raccoglie le informazioni riguardanti la Società Polisportiva Ars et Labor nelle competizioni ufficiali della stagione 1972-1973.

## Stagione
Nella stagione 1972-1973 la SPAL disputa il girone B del campionato di Serie C: si piazza in prima posizione e sale in Serie B con 53 punti, davanti al Giulianova che termina a quota 49 ed alla Lucchese terza con 48 lunghezze.
Nonostante le aspettative, i risultati di inizio stagione sono mediocri. Dopo sette giornate i biancazzurri hanno vinto una sola partita e si ritrovano sul fondo della classifica. All'apice della crisi, Paolo Mazza ha l'intuizione che si rivelerà vincente: esonera l'allenatore Eugenio Fantini, affidando la squadra al toscano Mario Caciagli, ex terzino spallino. L'attacco viene rinforzato con gli arrivi di Faustino Goffi e il ritorno di Franco Pezzato, cresciuto nella SPAL a fine anni '60. L'andamento della formazione estense migliora radicalmente, dal 2-1 in rimonta sulla rivale Lucchese fino all'1-0 di Olbia che sancisce il ritorno in Serie B.
Franco Pezzato sarà il top scorer di stagione con 21 reti messe a segno.

## Rosa
| N. |                   | Ruolo | Calciatore         |
| -- | ----------------- | ----- | ------------------ |
|    | Italia (bandiera) | D     | Giulio Boldrini    |
|    | Italia (bandiera) | D     | Enrico Cairoli     |
|    | Italia (bandiera) | D     | Franco Cariolato   |
|    | Italia (bandiera) | D     | Marco Cozzani      |
|    | Italia (bandiera) | D     | Eliseo Croci       |
|    | Italia (bandiera) | A     | Ferdinando Donati  |
|    | Italia (bandiera) | C     | Giovanni Geremia   |
|    | Italia (bandiera) | A     | Mauro Gibellini    |
|    | Italia (bandiera) | A     | Faustino Goffi     |
|    | Italia (bandiera) | P     | Roberto Marconcini |

| N. |                   | Ruolo | Calciatore        |
| -- | ----------------- | ----- | ----------------- |
|    | Italia (bandiera) | C     | Lucio Mongardi    |
|    | Italia (bandiera) | C     | Odilio Moro       |
|    | Italia (bandiera) | A     | Franco Pezzato    |
|    | Italia (bandiera) | A     | Aldo Piemontese   |
|    | Italia (bandiera) | C     | Renzo Ragonesi    |
|    | Italia (bandiera) | D     | Elio Rinero       |
|    | Italia (bandiera) | A     | Roberto Rolla     |
|    | Italia (bandiera) | C     | Gianfranco Romano |
|    | Italia (bandiera) | C     | Marco Tartari     |
|    | Italia (bandiera) | D     | Enzo Vecchiè      |

## Risultati

### Serie C

#### Girone di andata
| Arbitro: | Pesciarelli (Roma) |

|           |           |              |
| Rolla 17’ | Marcatori | 53’ Trevisan |

| Arbitro: | Moretto (San Donà di Piave) |

|  |           |                     |
|  | Marcatori | 74’ (rig.) Mongardi |

| Arbitro: | Governa (Alessandria) |

|                               |           |              |
| De Joannes 9’ Di Prospero 70’ | Marcatori | 14’ Ragonesi |

| Ferrara 8 ottobre 1972 4ª giornata | SPAL           | 0 – 0 | Livorno | Stadio Comunale\| Arbitro: \| Frasso (Capua) \| |
| Arbitro:                           | Frasso (Capua) |       |         |                                                 |

| La Spezia 15 ottobre 1972 5ª giornata | Spezia          | 0 – 0 | SPAL | Stadio Alberto Picco\| Arbitro: \| Celli (Trieste) \| |
| Arbitro:                              | Celli (Trieste) |       |      |                                                       |

| Ferrara 22 ottobre 1972 6ª giornata | SPAL            | 0 – 0 | Anconitana | Stadio Comunale\| Arbitro: \| Mascia (Milano) \| |
| Arbitro:                            | Mascia (Milano) |       |            |                                                  |

| Arbitro: | Marino (Taranto) |

|  |           |             |
|  | Marcatori | 69’ Melotti |

| Arbitro: | Busalacchi (Palermo) |

|                            |           |  |
| Giampaglia 22’ Dossena 29’ | Marcatori |  |

| Arbitro: | Zacchetti (Milano) |

|  |           |                            |
|  | Marcatori | 86’ Turella 89’ Piccinetti |

| Sassari 19 novembre 1972 10ª giornata | Torres        | 0 – 0 | SPAL | Stadio Acquedotto\| Arbitro: \| Lops (Torino) \| |
| Arbitro:                              | Lops (Torino) |       |      |                                                  |

| Arbitro: | Levrero (Genova) |

|                                 |           |            |
| Pezzato 65’ Mongardi 84’ (rig.) | Marcatori | 14’ Caputi |

| Giulianova 3 dicembre 1972 12ª giornata | Giulianova      | 0 – 0 | SPAL | Stadio Rubens Fadini\| Arbitro: \| Artico (Padova) \| |
| Arbitro:                                | Artico (Padova) |       |      |                                                       |

| Arbitro: | Turiano (Reggio Calabria) |

|           |           |  |
| Goffi 55’ | Marcatori |  |

| Arbitro: | Grassi (Savona) |

|                   |           |                  |
| Rinero 55’ (aut.) | Marcatori | 34’ (aut.) Ricci |

| Arbitro: | Agnolin (Bassano del Grappa) |

|                                                       |           |                      |
| Mongardi 17’ (rig.), 20’ (rig.) Pezzato 31’ Goffi 82’ | Marcatori | 27’ (rig.) Salvemini |

| Arbitro: | Esposito (Torre Annunziata) |

|                   |           |                                 |
| Vitali 34’ (rig.) | Marcatori | 14’ Pezzato 23’ (rig.) Mongardi |

| Arbitro: | Fuschi (Pescara) |

|  |           |                                     |
|  | Marcatori | 9’ (aut.) Mataloni 15’, 73’ Pezzato |

| Arbitro: | Lupi (Genova) |

|            |           |              |
| Donati 41’ | Marcatori | 85’ Basilico |

| Arbitro: | Ambrosio (Napoli) |

|                                           |           |  |
| Pezzato 21’, 36’, 60’ Mongardi 76’ (rig.) | Marcatori |  |

#### Girone di ritorno
| Arezzo 4 febbraio 1973 20ª giornata | Montevarchi      | 0 – 0 | SPAL | Stadio Comunale\| Arbitro: \| Levrero (Genova) \| |
| Arbitro:                            | Levrero (Genova) |       |      |                                                   |

| Arbitro: | Martinelli (Catanzaro) |

|                     |           |  |
| Pezzato 1’, 4’, 23’ | Marcatori |  |

| Arbitro: | Testuzza (Genova) |

|             |           |  |
| Pezzato 66’ | Marcatori |  |

| Arbitro: | V. Lattanzi (Roma) |

|              |           |                |
| Mondello 41’ | Marcatori | 38’, 45’ Goffi |

| Arbitro: | Moretto (San Donà di Piave) |

|                                            |           |                     |
| Pezzato 3’ Mongardi 12’ (rig.), 33’ (rig.) | Marcatori | 57’ (aut.) Boldrini |

| Arbitro: | Martinelli (Catanzaro) |

|  |           |            |
|  | Marcatori | 11’ Donati |

| Modena 25 marzo 1973 26ª giornata | Modena           | 0 – 0 | SPAL | Stadio Alberto Braglia\| Arbitro: \| Levrero (Genova) \| |
| Arbitro:                          | Levrero (Genova) |       |      |                                                          |

| Arbitro: | Vaccaro (Torino) |

|              |           |  |
| Mongardi 45’ | Marcatori |  |

| Arbitro: | Agnolin (Bassano del Grappa) |

|  |           |             |
|  | Marcatori | 53’ Pezzato |

| Arbitro: | Schena (Foggia) |

|                                       |           |  |
| Mongardi 52’ (rig.) Valeri 76’ (aut.) | Marcatori |  |

| Arbitro: | Ciulli (Roma) |

|  |           |                     |
|  | Marcatori | 51’ (rig.) Mongardi |

| Ferrara 29 aprile 1973 31ª giornata | SPAL               | 0 – 0 | Giulianova | Stadio Comunale\| Arbitro: \| V. Lattanzi (Roma) \| |
| Arbitro:                            | V. Lattanzi (Roma) |       |            |                                                     |

| Arbitro: | Levrero (Genova) |

|            |           |  |
| Frutti 58’ | Marcatori |  |

| Arbitro: | Benedetti (Roma) |

|                                 |           |  |
| Mongardi 26’ (rig.) Pezzato 44’ | Marcatori |  |

| Arbitro: | Schena (Foggia) |

|                      |           |              |
| Salvemini 21’ (rig.) | Marcatori | 61’ Boldrini |

| Arbitro: | Turiano (Reggio Calabria) |

|                           |           |                   |
| Goffi 9’ Pezzato 11’, 30’ | Marcatori | 50’ (rig.) Vitali |

| Arbitro: | Celli (Trieste) |

|                       |           |  |
| Pezzato 22’ Goffi 56’ | Marcatori |  |

| Arbitro: | Agnolin (Bassano del Grappa) |

|                           |           |                       |
| Simonato 24’ Basilico 30’ | Marcatori | 14’ Pezzato 85’ Goffi |

| Arbitro: | Menicucci (Firenze) |

|  |           |             |
|  | Marcatori | 65’ Pezzato |